# Hertogdom Mecklenburg-Strelitz
Hertogdom Mecklenburg-Strelitz was een hertogdom in het Heilige Roomse Rijk dat bestond van 1701 tot 1815. Het hertogdom was het oostelijke deel van het vijfde-eeuwse Hertogdom Mecklenburg. Het hertogdom werd in het noorden begrensd door Zweeds-Pommeren en door de Mark Brandenburg in het zuiden.

## Geschiedenis
Het hertogdom ontstond door het delingsverdrag van 8 maart 1701 dat een einde maakte aan de strijd om de heerschappij in de in 1695 uitgestorven linie Mecklenburg-Güstrow tussen Frederik Willem van Mecklenburg-Schwerin en diens oom Adolf Frederik II (1701-1708). Na jarenlange onderhandelingen kwam het Hamburgse delingsverdrag tot stand, dat Frederik Willem als rechtmatig opvolger in Güstrow erkende en hem verreweg het grootste deel van Mecklenburg toewees, waaraan de naam Mecklenburg-Schwerin werd verbonden. Adolf Frederik II kreeg als schadeloosstelling het vorstendom Ratzeburg, de heerlijkheid Stargard, de commanderijen Mirow en Nemerow en een jaarlijkse toelage van 9000 taler. Deze gebieden werden aangeduid als Mecklenburg-Strelitz. Beide staten behielden echter een gemeenschappelijke statenvergadering en beide heersers voerden de titel hertog van Mecklenburg.
Adolf Frederik II werd in 1708 opgevolgd door Adolf Frederik III (1708-1752), die in 1733 de residentiestad Neustrelitz bouwde. Zijn neef Karel II (1794-1816) ontkwam op voorspraak van de Beierse koning Max Jozef in 1806 aan Franse bezetting, maar moest tot 1813 wel meer dan 2 miljoen taler voor het Franse leger opbrengen. Hij trad in 1808 toe tot de Rijnbond, nam in 1815 de titel van groothertog aan en trad toe tot de Duitse Bond.

## Hertogen
- 1701-1708: Adolf Frederik II
- 1708-1752: Adolf Frederik III
- 1752-1794: Adolf Frederik IV
- 1794-1815: Karel II